# 134
134（百三十四、ひゃくさんじゅうよん、ひゃくさんじゅうし）は自然数、また整数において、133の次で135の前の数である。

## 性質
- 134は合成数であり、約数は 1, 2, 67, 134 である。
  - 約数の和は204。
- 45番目の半素数である。1つ前は133、次は141。
- 1342 + 1 = 17957 であり、n2 + 1 の形で素数を生む26番目の数である。1つ前は130、次は146。
- ローマ数字を使うと134はCXXXIVであるがこれはCXXXIV = XV × (XC/X) - I　 (134 = 15 × (90/10) − 1) となりフリードマン数になる。
- 1342 − 672 = 13467 (オンライン整数列大辞典の数列 A258482)
- 1/134 = 0.0074626865671641791044776119402985… (下線部は循環節で長さは33)
  - 逆数が循環小数になる数で循環節が33になる2番目の数である。1つ前は67、次は201。
- 各位の和が8になる13番目の数である。1つ前は125、次は143。
- 各位の立方和が92になる最小の数である。次は143。(オンライン整数列大辞典の数列 A055012)
  - 各位の立方和が n になる最小の数である。1つ前の91は34、次の93は1134。(オンライン整数列大辞典の数列 A165370)
- 134 = 13 + 23 + 53
  - 3つの正の数の立方数の和1通りで表せる19番目の数である。1つ前は129、次は136。(オンライン整数列大辞典の数列 A025395)
  - 異なる3つの正の数の立方数の和1通りで表せる5番目の数である。1つ前は99、次は153。(オンライン整数列大辞典の数列 A025399)
  - n = 3 のときの 1n + 2n + 5n の値とみたとき1つ前は30、次は642。(オンライン整数列大辞典の数列 A074501)
- 134 = 22 + 32 + 112 = 22 + 72 + 92 = 32 + 52 + 102 = 62 + 72 + 72
  - 3つの平方数の和4通りで表せる2番目の数である。1つ前は129、次は146。(オンライン整数列大辞典の数列 A025324)
  - 134 = 22 + 32 + 112 = 22 + 72 + 92 = 32 + 52 + 102
    - 異なる3つの平方数の和3通りで表せる4番目の数である。1つ前は126、次は146。(オンライン整数列大辞典の数列 A025341)
    - 134 = 22 + 72 + 92
      - n = 2 のときの 2n + 7n + 9n の値とみたとき1つ前は18、次は1080。(オンライン整数列大辞典の数列 A074545)

## その他 134 に関連すること
- 西暦134年
- 紀元前134年
- 年始から数えて134日目は5月14日、閏年は5月13日。
- 第134代ローマ教皇はベネディクトゥス6世（在位：973年1月19日～974年7月〈8月説もある〉）である。
- 134 × 10−2 = 1.34 は {\displaystyle {\sqrt[{\varphi }]{\varphi }}} の数字列である。(ただしφは黄金数)(オンライン整数列大辞典の数列 A185261)